# Abbo (Bischof von Soissons)
Abbo  († 937) amtierte in der ersten Hälfte des 10. Jahrhunderts 28 Jahre lang bis zu seinem Tod als Bischof von Soissons.

## Leben
Abbo folgte Rodoin 909 auf den Bischofssitz von Soissons und nahm am 26. Juni des gleichen Jahres am Konzil zu Trosly nahe Soissons teil. In zwei Urkunden des westfränkischen Königs Karl III. des Einfältigen setzte er sich 918 und 920 für Saint-Germain-des-Prés bzw. Saint-Maur-des-Fossés ein. Dann wurde er Kanzler des Königs Robert I. und von dessen Nachfolger Rudolf. Letzteren begleitete er 924 nach Burgund und im folgenden Jahr auf einem Feldzug gegen die Normannen nahe Melun.
Als Graf Heribert II. von Vermandois Ende 925 eine nicht kanonische Synode nach Reims einberief, um seinen jüngsten, damals erst fünfjährigen Sohn Hugo zum Erzbischof von Reims wählen zu lassen, stimmte Abbo wie viele andere Kleriker dieser Ernennung zu. Nachdem ferner König Rudolf die Wahl Hugos gebilligt und Heribert die weltliche Administration des Erzbistums übergeben hatte, sandte Heribert Abbo als Leiter einer französischen Delegation nach Rom, um auch von Papst Johannes X. eine entsprechende Bestätigung zu erwirken. Der Papst gab ebenfalls seine Einwilligung zur Erhebung des kleinen Kindes zum Erzbischof und bestimmte, dass Abbo die geistlichen Aufgaben in der Erzdiözese Reims wahrnehmen sollte, solange Hugo dafür noch zu jung war. Diese Position verlor Abbo aber bereits 928 an den vor Einfällen muslimischer Piraten aus seinem Erzbistum Aix geflohenen Odalric. Vier Jahre später büßte er auch sein Kanzleramt ein, das ab nun von Ansegisel, Bischof von Troyes, ausgeübt wurde. Abbo starb 937.

## Quelle
- Flodoard von Reims, Historia Remensis ecclesiae IV 20.